# Meioneta fabra
Meioneta fabra är en spindelart som först beskrevs av Eugen von Keyserling 1886.  Meioneta fabra ingår i släktet Meioneta och familjen täckvävarspindlar. Inga underarter finns listade i Catalogue of Life.